# Rhein-Main-Bahn
| Streckennummer (DB): | 3520 (Mainz Hbf–Mz-Bischofsh Pbf) 3530 (Mz-Bischofsh Pbf–Darmstadt Hbf) 3537 (Stockschneise–Darmstadt Hbf, Geri 3530) 3540 (Stockschneise–Da-Kranichstein) 3550 (Darmstadt Hbf–Darmstadt Nord) 3557 (Darmstadt Hbf–Aschaffenbg Hbf) |                                                            |                                                            |
| Kursbuchstrecke (DB): | 651 |                                                            |                                                            |
| Kursbuchstrecke: | 317 (1946) 317e, 317f (Darmstadt Hbf – Darmstadt Nord 1946) |                                                            |                                                            |
| Streckenlänge: | 77,7 km |                                                            |                                                            |
| Spurweite: | 1435 mm (Normalspur) |                                                            |                                                            |
| Streckenklasse: | D4 |                                                            |                                                            |
| Stromsystem: | 15 kV 16,7 Hz ~ |                                                            |                                                            |
| Streckengeschwindigkeit: | 160 km/h |                                                            |                                                            |
| Zugbeeinflussung: | PZB |                                                            |                                                            |
| Zweigleisigkeit: | (durchgehend, außer Strecke 3550) |                                                            |                                                            |
| | |                                                            |                                                            |
| \| \| \| Linke Rheinstrecke von Boppard \| \| \| \| \| Umgehungsbahn von Bischofsheim, Wiesbaden \| \| \| \| \| Strecke von Alzey \| \| \| \| \| vom Mainzer Hafen \| \| \| \| 0,000 \| Mainz Hbf S 6 \| Mainz Hbf S 6 \| \| \| 0,420 \| Großer Mainzer Tunnel (Fahrtrichtung Nord) \| Großer Mainzer Tunnel (Fahrtrichtung Nord) \| \| \| \| Neuer Mainzer Tunnel (Fahrtrichtung Süd) \| \| \| \| 1,372 \| Kleiner Mainzer Tunnel (Fahrtrichtung Nord) \| Kleiner Mainzer Tunnel (Fahrtrichtung Nord) \| \| \| 1,6+211,80 1,7+073,92 \| Überlänge 37,88 m (nur Richtungsgleis) \| Überlänge 37,88 m (nur Richtungsgleis) \| \| \| 1,800 \| Mainz Römisches Theater \| Mainz Römisches Theater \| \| \| 1,8+250,14 2,0+049,31 \| Überlänge 0,82 m (nur Gegenrichtungsgleis) \| Überlänge 0,82 m (nur Gegenrichtungsgleis) \| \| \| \| Strecke vom ersten Mainzer Hauptbahnhof \| \| \| \| \| Strecke nach Ludwigshafen S 6 \| \| \| \| 3,076 \| Mainzer Südbrücke, Landesgrenze RLP/Hessen \| Mainzer Südbrücke, Landesgrenze RLP/Hessen \| \| \| 4,580 \| Mainz-Gustavsburg \| Mainz-Gustavsburg \| \| \| \| \| \| \| \| 0 \| Mainz-Gustavsburg Hafen ehemals: Trajekt Mainz–Gustavsburg \| Mainz-Gustavsburg Hafen ehemals: Trajekt Mainz–Gustavsburg \| \| \| \| \| \| \| \| 1,5 \| \| \| \| \| \| Umgehungsbahn von Bischofsheim, Wiesbaden \| \| \| \| 7,780 \| Mainz-Bischofsheim Pbf \| Mainz-Bischofsheim Pbf \| \| \| \| Mainbahn nach Frankfurt \| \| \| \| \| (Güterbahnhof siehe Umgehungsbahn) \| \| \| \| 11,100 \| Mainz-Bischofsheim Überltg I (Bft) \| Mainz-Bischofsheim Überltg I (Bft) \| \| \| 16,475 \| Nauheim (b Groß-Gerau)[Anm. 1] \| Nauheim (b Groß-Gerau)[Anm. 1] \| \| \| 19,739 \| Groß-Gerau \| Groß-Gerau \| \| \| \| Verbindungskurve zur Riedbahn \| \| \| \| 20,390 \| Groß-Gerau Ost (Bft) \| Groß-Gerau Ost (Bft) \| \| \| \| Riedbahn Mannheim–Frankfurt \| \| \| \| 21,175 \| Klein-Gerau Eichmühle (Bft Abzw) \| Klein-Gerau Eichmühle (Bft Abzw) \| \| \| \| A 67 \| \| \| \| 22,013 \| Klein-Gerau \| Klein-Gerau \| \| \| 26,646 \| Weiterstadt \| Weiterstadt \| \| \| \| Weiterstädter Kurve \| \| \| \| \| Neubaustrecke Rhein/Main–Rhein/Neckar (geplant) \| \| \| \| \| Nordanbindung Darmstadt \| \| \| \| 29,652 \| Weiterstadt Stockschneise (Abzw, höhenfrei) \| Weiterstadt Stockschneise (Abzw, höhenfrei) \| \| \| \| ehem. Riedbahn von Riedstadt-Goddelau \| \| \| \| 30,668 \| Darmstadt Bergschneise (Abzw) \| Darmstadt Bergschneise (Abzw) \| \| \| \| ehem. Riedbahn nach Darmstadt Gbf \| \| \| \| \| von Frankfurt \| \| \| \| \| \| \| \| \| \| Main-Neckar-Bahn von Frankfurt \| \| \| \| \| \| \| \| \| 34,950 31,861 \| Darmstadt Gbf (Bft) \| Darmstadt Gbf (Bft) \| \| \| 33,960 33,360 \| Darmstadt Hbf \| Darmstadt Hbf \| \| \| \| Main-Neckar-Bahn nach Heidelberg \| \| \| \| \| Bk Löscherwiese[1] \| \| \| \| \| „Frankfurter Kurve“ von Darmstadt-Arheilgen \| \| \| \| \| Main-Neckar-Bahn bis 1912 \| \| \| \| \| Bk Sensfelder Weg[1] \| \| \| \| \| \| \| \| \| \| zum ehem. Hbf (bis 1912) \| \| \| \| \| \| \| \| \| 37,850 32,373 \| Darmstadt Nord \| Darmstadt Nord \| \| \| \| Odenwaldbahn nach Höchst \| \| \| \| \| vom ehem. Hbf (bis 1912) \| \| \| \| \| ehem. Verbindungskurve von Odenwaldbahn \| \| \| \| 40,374 34,850 \| Darmstadt-Kranichstein \| Darmstadt-Kranichstein \| \| \| \| Eisenbahnmuseum Darmstadt-Kranichstein \| \| \| \| 45,594 \| Messel (Grube Messel) \| Messel (Grube Messel) \| \| \| \| Rodgaubahn von Reinheim \| \| \| \| 53,200 \| Dieburg \| Dieburg \| \| \| \| Rodgaubahn nach Offenbach \| \| \| \| 57,647 \| Altheim (Hess) \| Altheim (Hess) \| \| \| 59,876 \| Hergershausen \| Hergershausen \| \| \| \| Sickenhofen (geplant) \| \| \| \| 63,100 \| Odenwaldbahn von Höchst \| Odenwaldbahn von Höchst \| \| \| 63,711 \| Babenhausen (Hess) \| Babenhausen (Hess) \| \| \| 64,800 \| Odenwaldbahn nach Hanau \| Odenwaldbahn nach Hanau \| \| \| 65,125 \| Produktionsdurchführungsgrenze \| Produktionsdurchführungsgrenze \| \| \| 68,540 \| Blockstelle Waldmühle bis 1938: Landesgrenze[2] \| Blockstelle Waldmühle bis 1938: Landesgrenze[2] \| \| \| 68,561 \| Landesgrenze Hessen/Bayern \| Landesgrenze Hessen/Bayern \| \| \| 71,685 \| Stockstadt (Main) \| Stockstadt (Main) \| \| \| 72,202 \| Eisenbahnbrücke Stockstadt \| Main \| \| \| 73,232 \| Mainaschaff Abzw (zur Strecke nach Frankfurt Süd) \| Mainaschaff Abzw (zur Strecke nach Frankfurt Süd) \| \| \| 73,540 \| Mainaschaff \| Mainaschaff \| \| \| \| von Frankfurt (Main) Süd \| \| \| \| 76,100 \| Aschaffenburg Hbf Ausfahrt (Bft) \| Aschaffenburg Hbf Ausfahrt (Bft) \| \| \| 77,700 \| Aschaffenburg Hbf \| Aschaffenburg Hbf \| \| \| \| nach Würzburg Hbf \| \| \| \| \| \| \| \| Quellen: [3][4] \| \| \| \| | |                                                            |                                                            |
| | | Linke Rheinstrecke von Boppard                             |                                                            |
| Verschwenkung nach links und nach rechts · Strecke nach halbrechts und von links | | Umgehungsbahn von Bischofsheim, Wiesbaden                  | Umgehungsbahn von Bischofsheim, Wiesbaden                  |
| Abzweig geradeaus und von rechts · Strecke | | Strecke von Alzey                                          | Strecke von Alzey                                          |
| Strecke · Abzweig geradeaus und von links | | vom Mainzer Hafen                                          | vom Mainzer Hafen                                          |
| Bahnhof · Bahnhof mit S-Bahn-Halt | 0,000 | Mainz Hbf S 6                                              | Mainz Hbf S 6                                              |
| Tunnelanfang · Tunnel | 0,420 | Großer Mainzer Tunnel (Fahrtrichtung Nord)                 | Großer Mainzer Tunnel (Fahrtrichtung Nord)                 |
| Strecke (im Tunnel) · Strecke geradeaus | | Neuer Mainzer Tunnel (Fahrtrichtung Süd)                   | Neuer Mainzer Tunnel (Fahrtrichtung Süd)                   |
| Tunnelende · Tunnel | 1,372 | Kleiner Mainzer Tunnel (Fahrtrichtung Nord)                | Kleiner Mainzer Tunnel (Fahrtrichtung Nord)                |
| Kilometer-Wechsel · Strecke | 1,6+211,80 1,7+073,92 | Überlänge 37,88 m (nur Richtungsgleis)                     | Überlänge 37,88 m (nur Richtungsgleis)                     |
| Bahnhof · Bahnhof mit S-Bahn-Halt | 1,800 | Mainz Römisches Theater                                    | Mainz Römisches Theater                                    |
| Strecke · Kilometer-Wechsel | 1,8+250,14 2,0+049,31 | Überlänge 0,82 m (nur Gegenrichtungsgleis)                 | Überlänge 0,82 m (nur Gegenrichtungsgleis)                 |
| Abzweig geradeaus und ehemals von links · Kreuzung geradeaus oben (Querstrecke außer Betrieb) | | Strecke vom ersten Mainzer Hauptbahnhof                    | Strecke vom ersten Mainzer Hauptbahnhof                    |
| Abzweig quer und nach rechts · Abzweig geradeaus und nach rechts | | Strecke nach Ludwigshafen S 6                              | Strecke nach Ludwigshafen S 6                              |
| Grenze auf Brücke über Wasserlauf | 3,076 | Mainzer Südbrücke, Landesgrenze RLP/Hessen                 | Mainzer Südbrücke, Landesgrenze RLP/Hessen                 |
| S-Bahnhof | 4,580 | Mainz-Gustavsburg                                          | Mainz-Gustavsburg                                          |
| | |                                                            |                                                            |
| Betriebs-/Güterbahnhof Streckenanfang und quer · Abzweig geradeaus und von rechts | 0 | Mainz-Gustavsburg Hafen ehemals: Trajekt Mainz–Gustavsburg | Mainz-Gustavsburg Hafen ehemals: Trajekt Mainz–Gustavsburg |
| | |                                                            |                                                            |
| Strecke | 1,5 |                                                            |                                                            |
| Strecke von links · Kreuzung geradeaus unten | | Umgehungsbahn von Bischofsheim, Wiesbaden                  | Umgehungsbahn von Bischofsheim, Wiesbaden                  |
| Bahnhof mit S-Bahn-Halt · Bahnhof mit S-Bahn-Halt | 7,780 | Mainz-Bischofsheim Pbf                                     | Mainz-Bischofsheim Pbf                                     |
| Abzweig geradeaus und nach links · Abzweig geradeaus und nach links | | Mainbahn nach Frankfurt                                    | Mainbahn nach Frankfurt                                    |
| Dienststation / Betriebs- oder Güterbahnhof · Strecke | | (Güterbahnhof siehe Umgehungsbahn)                         | (Güterbahnhof siehe Umgehungsbahn)                         |
| Verschwenkung nach links · Verschwenkung nach rechts | 11,100 | Mainz-Bischofsheim Überltg I (Bft)                         | Mainz-Bischofsheim Überltg I (Bft)                         |
| Bahnhof | 16,475 | Nauheim (b Groß-Gerau)                                     | Nauheim (b Groß-Gerau)                                     |
| Bahnhof | 19,739 | Groß-Gerau                                                 | Groß-Gerau                                                 |
| Abzweig geradeaus und nach rechts | | Verbindungskurve zur Riedbahn                              | Verbindungskurve zur Riedbahn                              |
| Dienststation / Betriebs- oder Güterbahnhof | 20,390 | Groß-Gerau Ost (Bft)                                       | Groß-Gerau Ost (Bft)                                       |
| Kreuzung geradeaus unten | | Riedbahn Mannheim–Frankfurt                                | Riedbahn Mannheim–Frankfurt                                |
| Blockstelle | 21,175 | Klein-Gerau Eichmühle (Bft Abzw)                           | Klein-Gerau Eichmühle (Bft Abzw)                           |
| Strecke mit Straßenbrücke | | A 67                                                       | A 67                                                       |
| Haltepunkt / Haltestelle | 22,013 | Klein-Gerau                                                | Klein-Gerau                                                |
| Bahnhof | 26,646 | Weiterstadt                                                | Weiterstadt                                                |
| Abzweig geradeaus und ehemals nach links · Strecke von rechts (außer Betrieb) | | Weiterstädter Kurve                                        | Weiterstädter Kurve                                        |
| Kreuzung geradeaus oben (Querstrecke außer Betrieb) · Abzweig quer, nach rechts und von links (Strecke außer Betrieb) | | Neubaustrecke Rhein/Main–Rhein/Neckar (geplant)            | Neubaustrecke Rhein/Main–Rhein/Neckar (geplant)            |
| Abzweig geradeaus und ehemals von links · Strecke nach rechts (außer Betrieb) | | Nordanbindung Darmstadt                                    | Nordanbindung Darmstadt                                    |
| Abzweig geradeaus und nach links · Strecke von rechts | 29,652 | Weiterstadt Stockschneise (Abzw, höhenfrei)                | Weiterstadt Stockschneise (Abzw, höhenfrei)                |
| Kreuzung geradeaus unten · Abzweig geradeaus und von rechts | | ehem. Riedbahn von Riedstadt-Goddelau                      | ehem. Riedbahn von Riedstadt-Goddelau                      |
| Strecke · Blockstelle | 30,668 | Darmstadt Bergschneise (Abzw)                              | Darmstadt Bergschneise (Abzw)                              |
| Strecke · Abzweig geradeaus und nach rechts | | ehem. Riedbahn nach Darmstadt Gbf                          | ehem. Riedbahn nach Darmstadt Gbf                          |
| Strecke von links · Kreuzung geradeaus unten · Kreuzung geradeaus unten | | von Frankfurt                                              | von Frankfurt                                              |
| Abzweig geradeaus und von links · Abzweig nach rechts und von rechts · Strecke | |                                                            |                                                            |
| Abzweig geradeaus und von links · Kreuzung geradeaus unten · Kreuzung geradeaus unten | | Main-Neckar-Bahn von Frankfurt                             | Main-Neckar-Bahn von Frankfurt                             |
| Abzweig geradeaus und von links · Strecke von rechts und von halblinks · Strecke | |                                                            |                                                            |
| Dienststation / Betriebs- oder Güterbahnhof · Strecke · Strecke | 34,950 31,861 | Darmstadt Gbf (Bft)                                        | Darmstadt Gbf (Bft)                                        |
| Bahnhof mit S-Bahn-Halt · Strecke · Strecke | 33,960 33,360 | Darmstadt Hbf                                              | Darmstadt Hbf                                              |
| Strecke nach rechts · Strecke · Strecke | | Main-Neckar-Bahn nach Heidelberg                           | Main-Neckar-Bahn nach Heidelberg                           |
| Blockstelle · Strecke | | Bk Löscherwiese                                            | Bk Löscherwiese                                            |
| Strecke · Abzweig geradeaus und von links | | „Frankfurter Kurve“ von Darmstadt-Arheilgen                | „Frankfurter Kurve“ von Darmstadt-Arheilgen                |
| Strecke · Kreuzung geradeaus unten (Querstrecke außer Betrieb) | | Main-Neckar-Bahn bis 1912                                  | Main-Neckar-Bahn bis 1912                                  |
| Strecke · Blockstelle | | Bk Sensfelder Weg                                          | Bk Sensfelder Weg                                          |
| Strecke | |                                                            |                                                            |
| Strecke · Abzweig geradeaus und ehemals nach rechts | | zum ehem. Hbf (bis 1912)                                   | zum ehem. Hbf (bis 1912)                                   |
| Abzweig geradeaus und von rechts | |                                                            |                                                            |
| Bahnhof · Bahnhof | 37,850 32,373 | Darmstadt Nord                                             | Darmstadt Nord                                             |
| Abzweig geradeaus und nach rechts · Strecke | | Odenwaldbahn nach Höchst                                   | Odenwaldbahn nach Höchst                                   |
| Abzweig geradeaus und ehemals von rechts · Strecke | | vom ehem. Hbf (bis 1912)                                   | vom ehem. Hbf (bis 1912)                                   |
| Kreuzung geradeaus unten (Querstrecke außer Betrieb) · Abzweig geradeaus und ehemals von rechts | | ehem. Verbindungskurve von Odenwaldbahn                    | ehem. Verbindungskurve von Odenwaldbahn                    |
| Bahnhof · Dienststation / Betriebs- oder Güterbahnhof | 40,374 34,850 | Darmstadt-Kranichstein                                     | Darmstadt-Kranichstein                                     |
| Abzweig geradeaus und von links · Strecke nach rechts | | Eisenbahnmuseum Darmstadt-Kranichstein                     | Eisenbahnmuseum Darmstadt-Kranichstein                     |
| Bahnhof | 45,594 | Messel (Grube Messel)                                      | Messel (Grube Messel)                                      |
| Abzweig geradeaus und ehemals von rechts | | Rodgaubahn von Reinheim                                    | Rodgaubahn von Reinheim                                    |
| Bahnhof | 53,200 | Dieburg                                                    | Dieburg                                                    |
| Abzweig geradeaus und nach links | | Rodgaubahn nach Offenbach                                  | Rodgaubahn nach Offenbach                                  |
| Haltepunkt / Haltestelle | 57,647 | Altheim (Hess)                                             | Altheim (Hess)                                             |
| Haltepunkt / Haltestelle | 59,876 | Hergershausen                                              | Hergershausen                                              |
| ehemaliger Haltepunkt / Haltestelle | | Sickenhofen (geplant)                                      | Sickenhofen (geplant)                                      |
| Abzweig geradeaus und von rechts | 63,100 | Odenwaldbahn von Höchst                                    | Odenwaldbahn von Höchst                                    |
| Bahnhof | 63,711 | Babenhausen (Hess)                                         | Babenhausen (Hess)                                         |
| Abzweig geradeaus und nach links | 64,800 | Odenwaldbahn nach Hanau                                    | Odenwaldbahn nach Hanau                                    |
| Wechsel des Eisenbahninfrastrukturunternehmens | 65,125 | Produktionsdurchführungsgrenze                             | Produktionsdurchführungsgrenze                             |
| ehemalige Blockstelle | 68,540 | Blockstelle Waldmühle bis 1938: Landesgrenze               | Blockstelle Waldmühle bis 1938: Landesgrenze               |
| Grenze | 68,561 | Landesgrenze Hessen/Bayern                                 | Landesgrenze Hessen/Bayern                                 |
| Bahnhof | 71,685 | Stockstadt (Main)                                          | Stockstadt (Main)                                          |
| Brücke über Wasserlauf | 72,202 | Eisenbahnbrücke Stockstadt                                 | Main                                                       |
| Abzweig geradeaus und nach links | 73,232 | Mainaschaff Abzw (zur Strecke nach Frankfurt Süd)          | Mainaschaff Abzw (zur Strecke nach Frankfurt Süd)          |
| Haltepunkt / Haltestelle | 73,540 | Mainaschaff                                                | Mainaschaff                                                |
| Abzweig geradeaus und von links | | von Frankfurt (Main) Süd                                   | von Frankfurt (Main) Süd                                   |
| Dienststation / Betriebs- oder Güterbahnhof | 76,100 | Aschaffenburg Hbf Ausfahrt (Bft)                           | Aschaffenburg Hbf Ausfahrt (Bft)                           |
| Bahnhof | 77,700 | Aschaffenburg Hbf                                          | Aschaffenburg Hbf                                          |
| | | nach Würzburg Hbf                                          |                                                            |
| | |                                                            |                                                            |
| Quellen: | |                                                            |                                                            |

Die Rhein-Main-Bahn (auch Main-Rhein-Bahn) ist eine Eisenbahnstrecke von Mainz über Darmstadt nach Aschaffenburg. Sie wurde 1858 eröffnet.

## Streckenverlauf
In Mainz überquert die Strecke gegenüber der Main-Mündung bei der Mainspitze den Rhein und biegt hinter Bischofsheim, wo die Mainbahn Richtung Frankfurt am Main abzweigt, nach Südosten Richtung Groß-Gerau ab. Daran anschließend verläuft sie in östlicher Richtung nach Darmstadt und erreicht dort aus nördlicher Richtung den Hauptbahnhof. Von dort kann nur mit Fahrtrichtungswechsel auf der Strecke weitergefahren werden. Durchgehende Streckengleise ermöglichen es zwar, quer zum Gleisvorfeld des Darmstädter Hauptbahnhofes direkt in Richtung Aschaffenburg weiter zu fahren, diese Möglichkeit wird jedoch fast ausschließlich vom Güterverkehr genutzt. Eine Ausnahme ist der EuroCity 114/115 Wörthersee (Münster – Klagenfurt), welcher zwischen 11. April und 31. Oktober 2020 ohne Halt zwischen Mainz und Aschaffenburg fährt. Östlich von Darmstadt führt die Strecke durch den Oberwald über den Bahnhof Messel nach Dieburg, wo Anschluss an die Dreieichbahn nach Dreieich-Buchschlag und Frankfurt am Main besteht. Hiernach verläuft die Strecke in nordöstlicher Richtung über Babenhausen und überquert zwischen Stockstadt und Mainaschaff den Main. So kommt sie schließlich in Aschaffenburg an. Die Strecke ist durchgehend zweigleisig und elektrifiziert. Die Rhein-Main-Bahn ist eine der wenigen Strecken mit Regionalzügen, die in ihrem Umlauf drei Bundesländer (Rheinland-Pfalz, Hessen, Bayern) berühren.

## Geschichte

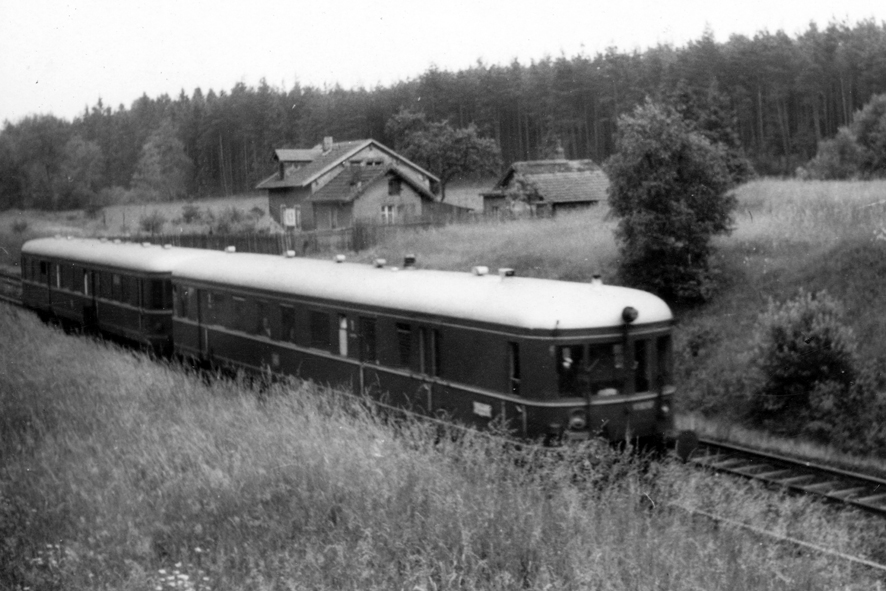
Dieseltriebwagen vor dem Streckenwärterhaus 63 in der Nähe des Bahnhofs Messel

Die Rhein-Main-Bahn wurde von der privaten Hessischen Ludwigsbahn geplant, gebaut und betrieben. Sie trat damit in Konkurrenz zu der nordmainischen Verbindung zwischen Rhein, Aschaffenburg und dem dortigen Anschluss an die bayerische Ludwigs-West-Bahn, die von der Taunusbahn und der Hanauer Bahn hergestellt wurde. Im Gegensatz zu diesen bot sie einen ungebrochenen Verkehr, während Taunusbahn und Hanauer Bahn in der Anfangszeit in zwei unterschiedlichen Bahnhöfen in Frankfurt am Main endeten, die (noch) keine Schienenverbindung hatten. Nachteil der Rhein-Main-Bahn war, dass sie für die Rheinüberquerung nach Mainz zunächst auf das Trajekt Mainz–Gustavsburg angewiesen war. Außer Rhein und Main gab es aber keine bedeutenden Geländehindernisse, die die Bahn zu überwinden hatte.
Grundlage des Baus war ein Staatsvertrag zwischen dem Großherzogtum Hessen und dem Königreich Bayern vom 28. März 1852 und die hessische Konzession vom 3. März 1856. Der Bau begann nach Abschluss der Erntearbeiten 1856. Im Februar 1858 war die Strecke zwischen Mainspitze (am Rheinufer, gegenüber von Mainz) und Darmstadt fertig gestellt. Am 19. April 1858 besuchte Großherzog Ludwig III. die Baustelle an der Mainspitze und benutzte dazu einen Zug. Ab 18. Juli 1858 fanden Probefahrten statt. Eröffnet wurde die Rhein-Main-Bahn im Abschnitt zwischen Mainspitze und Darmstadt schließlich am 1. August 1858. Zunächst wurde hier der Güterverkehr freigegeben. Wenig später fuhren auch die ersten Personenzüge. Der östliche Abschnitt bis Aschaffenburg folgte am 15. November 1858, der planmäßige Verkehr wurde am 27. Dezember 1858 aufgenommen. Am Anfang verkehrten täglich drei durchgehende Zugpaare, wenige Jahre später waren es acht. Der Bau der Eisenbahninfrastruktur hatte 3,9 Mio. Gulden gekostet. Die Strecke wurde von Anfang an für ein zweites Gleis eingerichtet, das aber erst 1871 verlegt wurde.
Bei der Bildung der Preußisch-Hessischen Eisenbahngemeinschaft 1897 wurde auch die Hessische Ludwigs-Eisenbahn-Gesellschaft und damit die Rhein-Main-Bahn einbezogen und verstaatlicht. Der Haltepunkt Hergershausen wurde zum 1. Mai 1899 eingerichtet. 1905 wurde die Strecke von Bischofsheim bis Babenhausen mit „Fernsprechern“ ausgestattet. 1907 ging als Zugsicherung der Selbstblock zwischen Dieburg und Aschaffenburg in Betrieb und die telegrafischen Zugmeldungen entfielen. Zum 1. Juli 1909 wurde der Haltepunkt Mainaschaff in Betrieb genommen.
Nach Eröffnung des neuen Darmstädter Hauptbahnhofes 1912 erfolgte eine Neukilometrierung der Strecke.
1937 wurde die Verbindungskurve zwischen der Abzweigstelle Mainaschaff und der Abzweigstelle Steinerts an der Bahnstrecke Frankfurt Süd–Aschaffenburg in Betrieb genommen.
Die Strecke wurde ab 1957 elektrifiziert, der Verkehr seit dem 9. Mai 1960 elektrisch durchgeführt. Im September 1990 fand zwischen Darmstadt und Aschaffenburg außerdem die „Aktion Lindwurm“ statt.
Die Strecke wurde vom Rhein-Main-Verkehrsverbund (RMV) für den Zeitraum ab Dezember 2008 für zehn Fahrplanjahre ausgeschrieben. Die Ausschreibung gewann DB Regio, die seit Ende Juli 2008 sukzessive die Zuggarnituren von alten n-Wagen auf moderne Doppelstockwagen umstellte. Die Züge wurden über Mainz hinaus bis Wiesbaden Hauptbahnhof geführt. Sie führten die 1. und 2. Wagenklasse und verfügten stets über eine Zugbegleiterin oder einen Zugbegleiter. Auf der Strecke wurde ein Stundentakt angeboten. Zwischen Darmstadt und Aschaffenburg fuhren die Züge samstags nachmittags und sonntags im Zweistundentakt; täglich ab 22 Uhr wurde der Zugverkehr auf diesem Abschnitt durch Busse ersetzt. In den Berufsverkehrsspitzenzeiten montags bis freitags zwischen 6 Uhr und 9 Uhr sowie zwischen 16 Uhr und 19 Uhr ermöglichten zusätzliche Züge einen Halbstundentakt, die zusätzlich den Bahnhof Gustavsburg bedienten.
Zum 9. Dezember 2018 übernahm die Hessische Landesbahn GmbH (HLB) die Verkehrsleistungen auf der Rhein-Main-Bahn von der DB Regio.

## Verkehr

### Güterverkehr
Die Strecke ist für den Ferngüterverkehr, der auf ihr den Knoten Frankfurt am Main umfährt, wichtig. Sie verbindet linke und rechte Rheinstrecke mit der Bahnstrecke Würzburg–Aschaffenburg, aber auch in Richtung Norden über Hanau mit der Kinzigtalbahn, der Bahnstrecke Friedberg–Hanau und der Main-Weser-Bahn. Die Verbindung wird auch von Autoreisezügen und gelegentlich für Militär- und Atommülltransporte genutzt.

### Personenverkehr

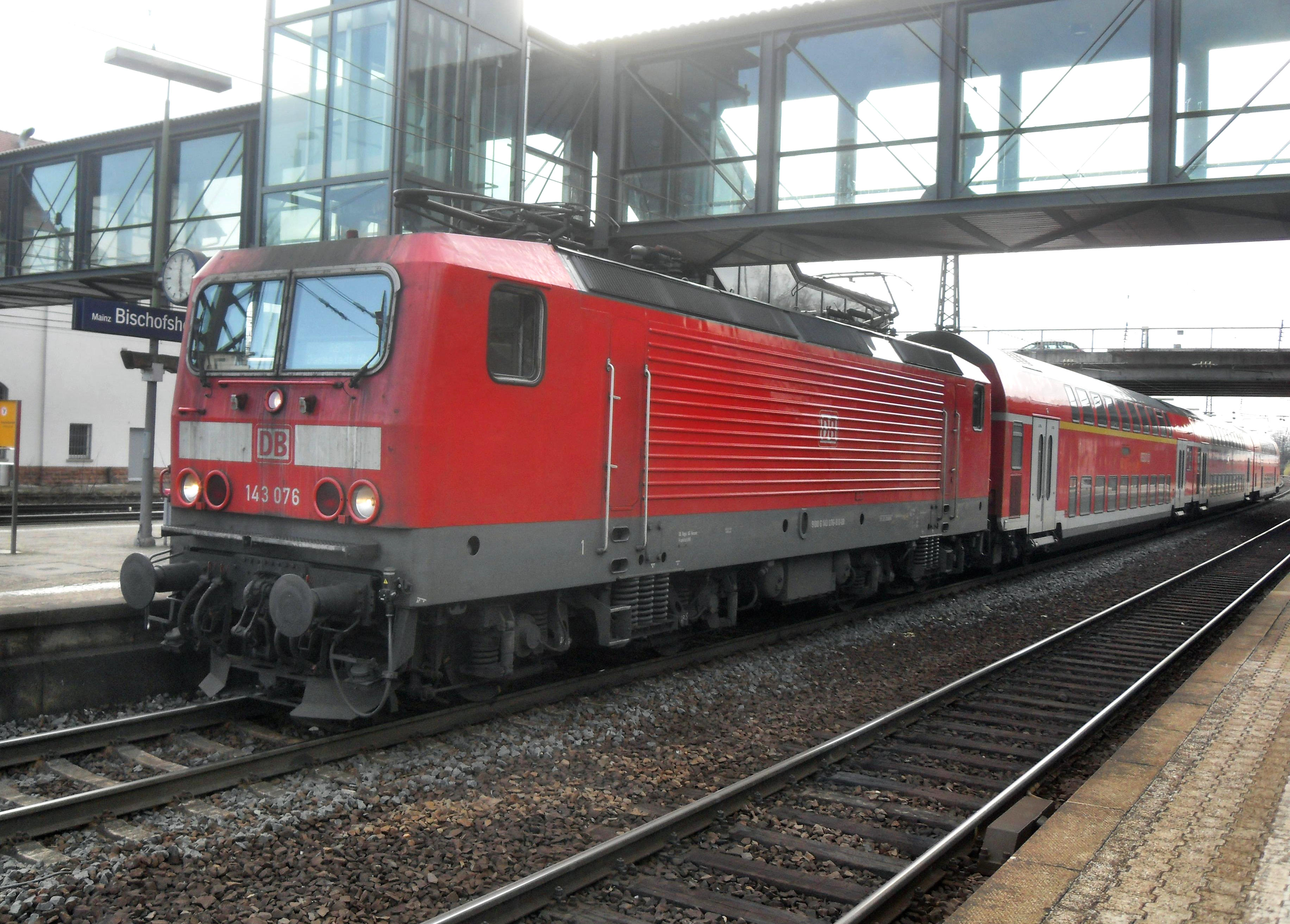
Baureihe 143 mit Regionalbahn in Mainz-Bischofsheim auf dem Weg nach Darmstadt

Die Strecke wird im Schienenpersonennahverkehr als Kursbuchstrecke 651 bedient und hat im Rhein-Main-Verkehrsverbund (RMV) die Liniennummer 75.
Seit 9. Dezember 2018 ist hier die Hessische Landesbahn unterwegs, deren Verkehrsvertrag bis 2033 gilt. Zwischen Darmstadt und Wiesbaden herrscht seitdem von Montag bis Freitag bis auf die Tagesrandlagen ein durchgehender 30-Minuten-Takt, der Abschnitt Darmstadt – Aschaffenburg wird wie bisher nur im Berufsverkehr halbstündig bedient, dieser startet nun aber bereits um 13 Uhr. Außerhalb der eben genannten Zeiten sind die Züge auf der gesamten Strecke im Stundentakt unterwegs. Der letzte Zug von Darmstadt nach Aschaffenburg verkehrt um 22:32 Uhr, in Wochenendnächten um 23:32 Uhr, und der letzte Zug von Darmstadt nach Wiesbaden verkehrt um 23:40 Uhr bzw. in den Wochenendnächten um 0:40 Uhr. Mit dem Fahrplanwechsel 2018 und dem damit verbundenen Betriebsübergang hält der erste Zug nunmehr erst um 06:15 in Aschaffenburg Einfahrt, in den Jahren zuvor war dies bereits täglich (außer Sonn und Feiertags) um 05:35 der Fall.
Ersatz für die in den 1980er und 1990er Jahren zusätzlich zwischen Mainz und Darmstadt im Zweistundentakt verkehrenden Interregiozüge wurde vom Rhein-Main-Verkehrsverbund nach Wegfall des Angebotes durch die Deutsche Bahn AG nicht bestellt.
Die Strecke verlässt östlich von Babenhausen das RMV-Tarifgebiet und tritt in das Tarifgebiet der Verkehrsgemeinschaft am Bayerischen Untermain ein. Es besteht jedoch ein Übergangstarif.
Zwischen Mainz Hbf und Bischofsheim wird die Strecke außerdem von der Linie S8 der S-Bahn Rhein-Main genutzt.

### Zwischenfälle
Im Bereich der Blockstelle Schönauer Hof kreuzte die Landstraße von Groß-Gerau nach Rüsselsheim (heute: L 3012) die Bahnstrecke mit einem beschrankten Bahnübergang. Der Bahnübergang lag zwischen den Bahnhöfen Bischofsheim und Nauheim (b Groß Gerau). Am 5. Januar 1937 nutzte diesen Bahnübergang gegen 5:30 Uhr ein voll besetzter Bus. Mit ihm fuhren Arbeiter aus Gräfenhausen, Schneppenhausen und Mörfelden zum Schichtwechsel in das Opelwerk Rüsselsheim. Gleichzeitig näherte sich der Leerzug Lp 4704 aus Richtung Darmstadt dem Bahnübergang. Der Schrankenwärter wurde über den herannahenden Zug neun Minuten vor dessen Durchfahrt mit einem Läutesignal, sechs Minuten vor der Durchfahrt noch über den Morsetelegraf unterrichtet, war danach aber eingeschlafen und hatte die Schrankenanlage nicht geschlossen. Die führende Lokomotive traf auf den Bus und schleuderte ihn zur Seite. Dabei wurde die rechte Seite des Busses zur Hälfte aufgerissen. Von den 36 Fahrgästen wurden 20 verletzt, 10 davon schwer, von denen einer nach wenigen Stunden im Krankenhaus in Mainz verstarb. Die Strecke war für mehr als eine Stunde gesperrt. Bereits kurz darauf ereignete sich an gleicher Stelle ein weiterer Unfall.
Am 19. Mai 2022 fuhr östlich des Bahnhofs Dieburg ein Güterzug auf einen zweiten auf. Die Lokomotive des auffahrenden Güterzugs entgleiste und endete ca. 40 m neben den Schienen in einem Kornfeld. Deren Lokführer starb noch an der Unfallstelle. Die Schäden an der Eisenbahninfrastruktur waren so erheblich, dass die Strecke vier Wochen lang zwischen Dieburg und Babenhausen gesperrt war.

## Fahrzeuge
Bis 8. Dezember 2018 verkehrten die Regionalbahnen mit Wendezügen der DB Regio, bestehend aus drei (in zusätzlichen Berufsverkehrumläufen zwei oder drei) modernisierten Doppelstockwagen und Lokomotiven der Baureihe 143.

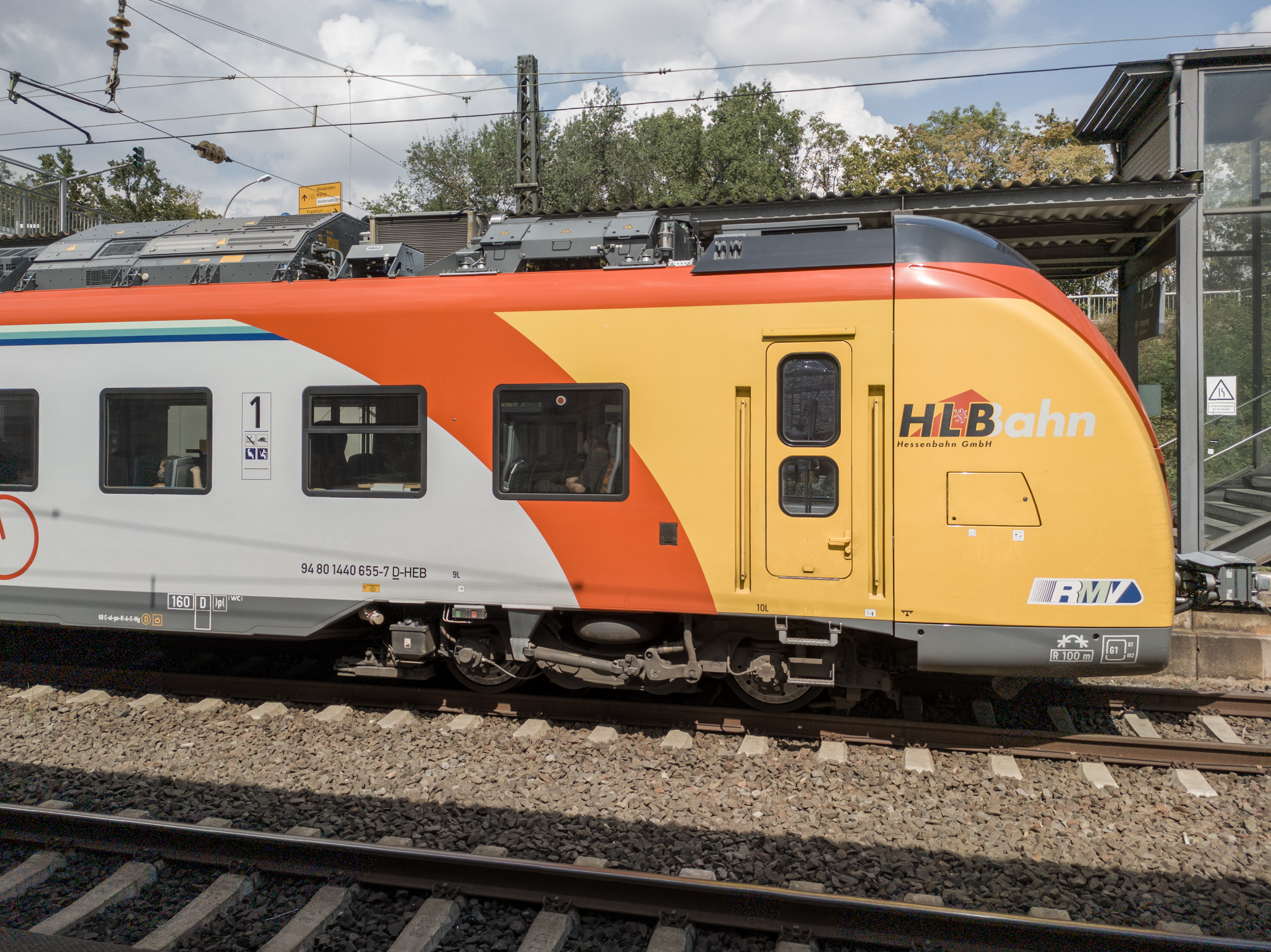
Hessenbahn-Triebzug in Bischofsheim

Seit 9. Dezember 2018 verkehren Elektrotriebwagen der Alstom Coradia Continental der Hessenbahn, welche meist in Doppeltraktion unterwegs sind. Sie verfügen über eine Klimaanlage, behindertengerechte Einrichtungen, moderne Fahrgastinformationssysteme sowie kostenfreies W-LAN. Ihre bauartbedingte Höchstgeschwindigkeit liegt bei 160 km/h.

## Ausblick
Im dritten Gutachterentwurf des Deutschlandtakts ist eine „niveaufreie Kreuzung der Strecken Mainz – Aschaffenburg und NBS Nordanbindung Darmstadt im Bereich Abzw. Weiterstadt Stockschneise“ unterstellt. Dafür sind, zum Preisstand von 2015, Investitionen von 65 Millionen Euro vorgesehen.